# Roberto Traversini
Roberto Traversini, né le 3 janvier 1963 à Cantiano (Italie), est un homme politique luxembourgeois, membre du parti Les Verts (déi Gréng). Avant, il était employé communal.

## Biographie

### Carrière politique

#### Thèmes
Politiquement, Roberto Traversini s’engage surtout dans l’environnement, la jeunesse et le logement. Déjà, avant de poursuivre une carrière en politique, il cofonde le Centre d’initiative et de gestion locale (CIGL) de Differdange, dont il est président, le Jugendtreff SABA Déifferdeng ainsi que l’Entente des gestionnaires des maisons des jeunes.

#### Politique locale

##### Bourgmestre de Differdange
À la suite des élections communales du 9 octobre 2005, Roberto Traversini fait son entrée au conseil communal de la ville de Differdange. Un an plus tard, il devient premier échevin. En janvier 2014, il succède à Claude Meisch à la fonction de bourgmestre en raison de sa nomination au gouvernement.

##### L'affaire de «l'abri de jardin»
Le texte peut changer fréquemment, n’est peut-être pas à jour et peut manquer de recul. 
Le titre et la description de l'acte concerné reposent sur la qualification juridique retenue lors de la rédaction de l'article et peuvent évoluer en même temps que celle-ci.
En septembre 2019, Roberto Traversini est l'objet d'une prise de position commune entre La Gauche (déi Lénk), le Parti démocratique (DP) et le Parti ouvrier socialiste luxembourgeois (LSAP), dénonçant des travaux d’aménagement effectués sans autorisation préalable du ministère de l’Environnement, sur une maison et une cabane de jardin situés à Niederkorn. Les partis politiques estiment que celui-ci a perdu toute crédibilité et qu’il doit renoncer à ses mandats politiques. Le LSAP se veut quant à lui plus prudent et exige que toute la lumière soit faite sur ce dossier. Une semaine après, lors d'une séance au conseil communal, François Meisch (DP) lance de nouvelles accusations graves à l'encontre du bourgmestre. Celui-ci répond aux accusations en admettant ses erreurs et en présentant ses excuses. Le 20 septembre, il renonce à son poste de bourgmestre et dans la même journée, le parquet de Luxembourg se saisit de « l'affaire ». Des perquisitions sont alors organisées au CIGL et à l'Administration communale.
Le 2 octobre, le parquet de Luxembourg indique qu'une perquisition est menée au ministère de l'Environnement. Des agents de la police judiciaire ont procédé à la saisie de différents documents. L'affaire est remontée au niveau national, le CSV accusant Carole Dieschbourg d'avoir fait preuve de favoritisme. La ministre de l'Environnement s'en défend et explique que la demande d’autorisation pour le bardage en bois de l’abri de jardin « a été traitée comme n’importe quel autre dossier ».

#### Politique nationale
Après les élections législatives du 20 octobre 2013, Roberto Traversini est devenu député à la Chambre. Il remplace Félix Braz, qui est nommé au sein du gouvernement dirigé par Xavier Bettel en tant que ministre de la Justice. Ainsi, il est le premier parlementaire qui est né à l’étranger de parents non-luxembourgeois. Il est notamment Vice-président de la Commission des Pétitions à la Chambre.
Le 2 octobre 2019, deux semaines après avoir quitté ses fonctions de bourgmestre de la ville de Differdange, Roberto Traversini annonce qu'il quitte son mandat — avec effet au 6 octobre — à la Chambre des députés dans une lettre de démission transmise au Parlement et à la presse.